# Campeonato Paraense de Futebol Feminino de 2021
O Campeonato Paraense de Futebol Feminino de 2021 foi a vigésima primeira edição deste campeonato de futebol feminino organizado pela Federação Paraense de Futebol (FPF). Foi disputado por vinte equipes entre os dias 6 de novembro de 2021 a 23 de janeiro de 2022.
Gavião Kyikatejê e Remo protagonizaram a final, vencida pelo clube da capital. O clube remista conquistou seu segundo título na história da competição após vencer a primeira partida por 6–1 e no segundo obteve uma vitória por W.O., com o título a equipe se classificou para Série A3 de 2022.

## Formato e participantes
O Campeonato Paraense Feminino foi realizado em quatro fases, na primeira, os participantes foram divididos em cinco grupos de três e três de dois, os de três foram jogados em turno único e os de dois em ida e volta, sendo que a primeira colocada de cada chave avançaram para as quartas de final, que foi realizada em jogos de ida e volta, sendo assim até a final. Vinte e um equipes confirmaram participação na competição, porém o Vênus desistiu do certame, devido a não inscrição de atletas no tempo determinado e teve todos seus jogos cancelados e aplicados W.O..
| Equipe             | Cidade     | Títulos                                 | Ref.   |
| ------------------ | ---------- | --------------------------------------- | ------ |
| Águia de Marabá    | Marabá     | —                                       | [ 18 ] |
| Cabanos            | Ananindeua | —                                       | [ 18 ] |
| Caeté              | Bragança   | —                                       | [ 18 ] |
| Carajás            | Belém      | —                                       | [ 18 ] |
| Castelo dos Sonhos | Castanhal  | —                                       | [ 18 ] |
| ESMAC              | Ananindeua | 6 (2012, 2016, 2017, 2018, 2019 e 2020) | [ 18 ] |
| Fonte Nova         | Belém      | —                                       | [ 18 ] |
| Gavião Kyikatejê   | Marabá     | —                                       | [ 18 ] |
| Itupiranga         | Itupiranga | —                                       | [ 18 ] |
| Paraense           | Marituba   | —                                       | [ 18 ] |
| Paysandu           | Belém      | —                                       | [ 18 ] |
| Pedreira           | Belém      | —                                       | [ 18 ] |
| Pinheirense        | Belém      | 3 (2009, 2010 e 2015)                   | [ 18 ] |
| Remo               | Belém      | 1 (1983)                                | [ 18 ] |
| Santa Rosa         | Belém      | —                                       | [ 18 ] |
| São Francisco-PA   | Santarém   | —                                       | [ 18 ] |
| Terra Alta         | Terra Alta | —                                       | [ 18 ] |
| Tiradentes-PA      | Belém      | —                                       | [ 18 ] |
| União Paraense     | Benevides  | —                                       | [ 18 ] |
| Vila Rica          | Castanhal  | —                                       | [ 18 ] |

## Fase final
|  | Quartas de final      | Quartas de final    | Quartas de final    | Quartas de final    |       |                  | Semifinais         | Semifinais         | Semifinais         | Semifinais         |  |                  | Final                      | Final                      | Final                      | Final                      |  |  |
|  | 23 a 30 de novembro   | 23 a 30 de novembro | 23 a 30 de novembro | 23 a 30 de novembro |       |                  | 5 a 12 de dezembro | 5 a 12 de dezembro | 5 a 12 de dezembro | 5 a 12 de dezembro |  |                  | 16 e 23 de janeiro de 2022 | 16 e 23 de janeiro de 2022 | 16 e 23 de janeiro de 2022 | 16 e 23 de janeiro de 2022 |  |  |
|  |                       |                     |                     |                     |       |                  |                    |                    |                    |                    |  |                  |                            |                            |                            |                            |  |  |
|  | Gavião Kyikatejê (p.) | 3                   | 1                   | 4 (2)               |       |                  |                    |                    |                    |                    |  |                  |                            |                            |                            |                            |  |  |
|  | Vila Rica             | 1                   | 3                   | 4 (0)               |       |                  |                    |                    |                    |                    |  |                  |                            |                            |                            |                            |  |  |
|  | Vila Rica             | 1                   | 3                   | 4 (0)               |       | Gavião Kyikatejê | 2                  | 0                  | 2                  |                    |  |                  |                            |                            |                            |                            |  |  |
|  |                       |                     |                     |                     |       | Gavião Kyikatejê | 2                  | 0                  | 2                  |                    |  |                  |                            |                            |                            |                            |  |  |
|  |                       | Castelo dos Sonhos  | 1                   | 2                   | 3     |                  |                    |                    |                    |                    |  |                  |                            |                            |                            |                            |  |  |
|  | Cabanos               | Castelo dos Sonhos  | 1                   | 2                   | 3     | 0                | 0                  | 0                  |                    |                    |  |                  |                            |                            |                            |                            |  |  |
|  | Cabanos               |                     |                     |                     |       | 0                | 0                  | 0                  |                    |                    |  |                  |                            |                            |                            |                            |  |  |
|  | Castelo dos Sonhos    | 3                   | 6                   | 9                   |       |                  |                    |                    |                    |                    |  |                  |                            |                            |                            |                            |  |  |
|  | Castelo dos Sonhos    | 3                   | 6                   | 9                   |       |                  |                    |                    |                    |                    |  | Gavião Kyikatejê | 1                          | —                          | 1                          |                            |  |  |
|  |                       |                     |                     |                     |       |                  |                    |                    |                    |                    |  | Gavião Kyikatejê | 1                          | —                          | 1                          |                            |  |  |
|  |                       | Remo                | 6                   | —                   | 6     |                  |                    |                    |                    |                    |  |                  |                            |                            |                            |                            |  |  |
|  | Paysandu              | Remo                | 6                   | —                   | 6     | 1                | 2                  | 3                  |                    |                    |  |                  |                            |                            |                            |                            |  |  |
|  | Paysandu              |                     |                     |                     |       | 1                | 2                  | 3                  |                    |                    |  |                  |                            |                            |                            |                            |  |  |
|  | ESMAC                 | 4                   | 1                   | 5                   |       |                  |                    |                    |                    |                    |  |                  |                            |                            |                            |                            |  |  |
|  | ESMAC                 | 4                   | 1                   | 5                   |       | ESMAC            | 1                  | 1                  | 2 (2)              |                    |  |                  |                            |                            |                            |                            |  |  |
|  |                       |                     |                     |                     |       | ESMAC            | 1                  | 1                  | 2 (2)              |                    |  |                  |                            |                            |                            |                            |  |  |
|  |                       | Remo (p.)           | 2                   | 0                   | 2 (4) |                  |                    |                    |                    |                    |  |                  |                            |                            |                            |                            |  |  |
|  | Pinheirense           | Remo (p.)           | 2                   | 0                   | 2 (4) | 2                | 0                  | 2                  |                    |                    |  |                  |                            |                            |                            |                            |  |  |
|  | Pinheirense           |                     |                     |                     |       | 2                | 0                  | 2                  |                    |                    |  |                  |                            |                            |                            |                            |  |  |
|  | Remo                  | 1                   | 4                   | 5                   |       |                  |                    |                    |                    |                    |  |                  |                            |                            |                            |                            |  |  |